# Samurai Shodown VI
Samurai Shodown VI (サムライスピリッツ 天下一剣客伝, Samurai Supirittsu Tenkaichi Kenkakuden) est un jeu vidéo de combat développé et édité par SNK Playmore (aux États-Unis, il a été édité par Sega). Il est sorti sur système d'arcade Atomiswave, ainsi que sur PlayStation 2, en 2005. Le titre est également sorti sur PlayStation 3 en 2014 et sur PlayStation 4 en 2016, via le PlayStation Network. Samurai Shodown VI est par ailleurs disponible sur Wii via la compilation Samurai Shodown Anthology parue en 2008,.

## Système de jeu
Les bases du jeu sont reprises des précédents épisodes de la série, avec des mouvements avant et arrière, le personnage peut courir vers son adversaire en appuyant deux fois et en maintenant la touche avant vers la cible. Et inversement, en appuyant deux fois arrière, le personnage se repliera en faisant de légers bonds. Le personnage peut sauter dans la direction souhaitée, s'accroupir, lancer des objets ou encore provoquer son adversaire,,,,.
Pour les manipulations, le jeu se constitue d'une seule touche pour le coup de pied et de trois autres touches qui sont attribuées pour les coups à l'arme blanche : le coup faible, le coup moyen et le coup fort. Il existe également une touche pour réaliser des projections au corps à corps. Le système de jeu comprend une jauge d'épée qui est située juste en dessous de la barre des points de vie du personnage. Dès que le personnage attaque, la jauge diminue ainsi que sa force, elle se remplit automatiquement si le personnage n'attaque pas pendant un moment.
Samurai Shodown VI réunit tous les styles de combat utilisés dans les épisodes précédents, y compris Samurai Shodown V Special. Il s'agit donc du principal ajout de gameplay pour cet épisode, les joueurs sont invités à choisir un style de jeu (« Spirits ») après avoir sélectionné un personnage. Deux manipulations dans les commandes sont affectées par ce système. Une des deux manipulations comprend la commande « Special », permettant au joueur d'effectuer une série de manœuvres défensives ou spéciales en fonction du style que le joueur utilise. Les mouvements que les tous joueurs peuvent réaliser, quel que soit le style utilisé, sont les techniques « Sword Stun » et « Barehanded Sword Snag ». La première est une parade lorsque le personnage tient son arme, et la seconde lorsque le personnage est désarmé contre les adversaires désarmés,.
La jauge « Spirits » est située en bas de l'écran et est représentée par un chiffre romain, inscrit sur le côté de la jauge, faisant référence au gameplay et aux mécanismes des précédents jeux,. Le premier système, provenant du premier Samurai Shodown, baptisé « Rage Spirits », voit sa barre de rage augmenter à chaque fois qu'il reçoit un coup de la part de son adversaire,. Le troisième système, « Behead Spirits », possède le même passif que le premier système, mais lorsque le joueur est proche de la mort, la jauge Spirits est maintenue au maximum. Le joueur peut également recharger sa jauge de rage en maintenant le coup faible et moyen simultanément, et cela indéfiniment,. 
Certains systèmes possèdent des traits communs, mais chacun propose un style de jeu différent, soit orienté combo, agressif ou encore sur un style plus ou moins équilibré. Le système remplace l'utilisation générique de la jauge de rage, tandis que certains mouvements ou certaines caractéristiques, sont ramenés directement dans leur système respectif. Le huitième et dernier système, « Sacrifice Spirits », permet de personnaliser son style de jeu grâce à un mode à part entière où le joueur a un nombre de points limités pour éditer son kit. Huit emplacements sont disponibles pour éditer son style de jeu.

## Personnages
Samurai Shodown VI comporte les 28 personnages de Samurai Shodown V Special, marquant le retour de sept personnages de Samurai Shodown et Samurai Shodown II, qui n'étaient plus apparus depuis. Quatre nouveaux personnages font leur apparition dont deux figurent sur la couverture du jeu.
| - Haohmaru [a] - Nakoruru [a] - Ukyo Tachibana [a] - Hanzo Hattori [a] - Genjuro Kibagami [b] - Kyoshiro Senryo [a] - Shizumaru Hisame [c] - Gaira Caffeine [c] - Rimururu [c] - Basara Kubikiri [c] - Sogetsu Kazama [d] | - Kazuki Kazama [d] - Tam Tam [a] - Charlotte Christine Colde [a] - Galford D. Weller [a] - Jubei Yagyu [a] - Rera [e] - Rasetsumaru [e] - Suija [e] - Enja [e] - Yoshitora Tokugawa [e] - Kusaregedo [e] | - Mina Majikina [e] - Yumeji Kurokouchi [e] - Zankuro Minazuki [c] - Yunfei [e] - Mizuki Rashojin [b] - Amakusa Shiro Tokisada [a] - Gaoh [e] - Sankuro Yorozu [e] - Gen-an Shiranui [a] - Cham Cham [b] - Earthquake [a] | - Nicotine Caffeine [b] - Neinhalt Sieger [b] - Wan Fu [a] - Kuroko [a] - Andrew [f] - Iroha [f] - Sugoroku Matsuribayashi [f] - Karakuri Ocha-Maro [f] |
| ^ a. Samurai Shodown ^ b. Samurai Shodown II ^ c. Samurai Shodown III: Blades of Blood ^ d. Samurai Shodown IV: Amakusa's Revenge ^ e. Samurai Shodown V ^ f. Samurai Shodown VI - nouveau personnage                     | | | |